# Québecbron
Québecbron (franska Pont de Québec, engelska Québec Bridge) är den östligaste (längst nedströms) kompletta korsningen av över Saint Lawrencefloden. Den öppnades 1919, 15 år efter byggstarten. Bron är en nitad stålfackverkskonstruktion, 987 m lång, 29 m bred och 104 m hög. 177 meter långa fribärande armar stödjer en 195 meter lång central struktur, för en total spännvidd på 549 meter, vilket ännu 2023 är världens längsta fribärande brospann. (Det var den längsta spännvidden av alla kategorier i världen tills Ambassador Bridge färdigställdes 1929.) 
Bron rymmer tre körfält; 1929 kom det första, 1949 det andra och 1993 det tredje. Dessutom finns ett järnvägsspår (två spår fram till 1949) och en gångväg (ursprungligen två). En gång bar den också en spårvagnslinje.
Sedan 1993 ägs bron av Canadian National Railway och 1995 utsågs den till en historisk nationell plats.

## Historik
Byggandet av en bro över Saint Lawrencefloden i Québec övervägdes redan 1852. Det diskuterades ytterligare 1867, 1882 och 1884. Efter en period av politisk instabilitet under vilken Kanada hade fyra premiärministrar på fem år, ledde liberalen Wilfrid Laurier (parlamentsledamot för den federala valkretsen Quebec East) förarbetet inför Québecbron, fram tills att han lämnade ämbetet 1911. 
Québecbron ingick i National Transcontinental Railway-projektet, som genomfördes av den federala regeringen. Quebec Bridge Company inkorporerades först av parlamentet under sir John A. Macdonalds regering 1887 och återupplivades senare 1891. Det återupplivades för gott 1897 av Wilfrid Lauriers regering, som 1900 beviljade företaget en förlängning av tiden.

### Första konstruktionen och kollapsen den 29 augusti 1907

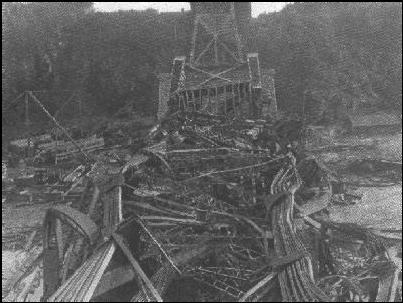
Vraket efter kollapsen 1907.

År 1904 tog den södra halvan av strukturen form. Preliminära beräkningar som gjordes tidigt i planeringsskedet kontrollerades dock aldrig ordentligt när projekteringen var klar. Brons egen vikt var långt över dess bärförmåga. Själva lasten var för tung. Allt gick bra tills bron närmade sig färdigställandet sommaren 1907, när QBRC-teamet under Norman McLure började märka av ökande snedvridningar av viktiga strukturella delar som redan fanns på plats.
Efter fyra års byggande kollapsade den södra armen och en del av den centrala delen av bron i Saint Lawrencefloden på 15 sekunder. Av de 86 arbetarna på bron den dagen dödades 75 och resten skadades, vilket gjorde det till världens värsta brobyggnadskatastrof. Av dessa offer var 33 (vissa källor säger 35) stålarbetare av mohawkfolket från Kahnawake-reservatet nära Montréal, som begravdes i Kahnawake under kors gjorda av stålbalkar.
Det misslyckade bygget av Québecbron sträckte sig över karriärerna för två ministrar för järnvägar och kanaler och en tillfällig ersättare. En populär myt är att järnet och stålet från den kollapsade bron, som inte kunde återanvändas som byggmaterial, användes för att smida de tidiga järnringarna som 1925 började bäras av utexaminerade från kanadensiska ingenjörsskolor.

### Andra konstruktionen och kollapsen den 11 september 1916

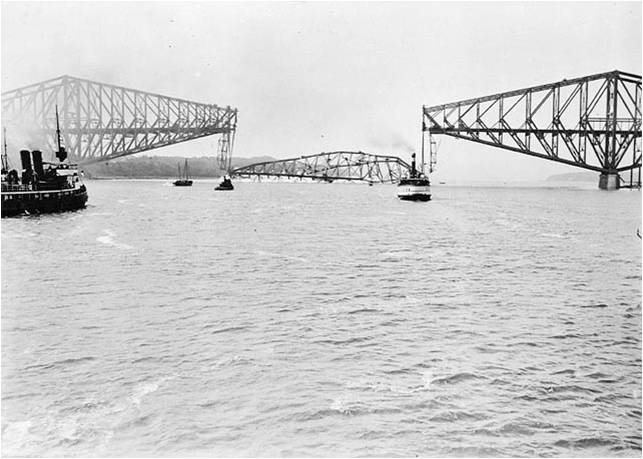
Kollapsen av Québecbron, 11 september 1916.

Efter en kunglig undersökningskommission om kollapsen började bygget av en andra bro. När den centrala sektionen höjdes på plats den 11 september 1916, föll den i floden och dödade 13 arbetare (det nedfallna centrala spannet ligger fortfarande 2023 på botten av floden). Chefsingenjören gjordes medveten om problemet sex veckor före kollapsen. Han hade underrättats om ett problem av Frants Lichtenberg, ingenjören som ansvarade för byggandet av mittsektionen. Lichtenberg arbetade vid den tiden också som inspektör för Kanadas federala regering. Rädsla för tyskt sabotage rapporterades på grund av att första världskriget hade inletts, men det blev uppenbart att mittspannet hade kollapsat på grund av fel på en gjutning i monteringsutrustningen.
Återuppbyggnaden påbörjades nästan omedelbart efter olyckan, och regeringen gav särskilt tillstånd för brobyggarna att anskaffa det stål som behövdes. Det var mycket efterfrågat på grund av krigsinsatsen. Efter att bron stod klar 1917 krävdes särskilda pass för den som ville ta sig över bron. Beväpnade soldater, och senare lokal polis, bevakade strukturen och kontrollerade pass till slutet av kriget.

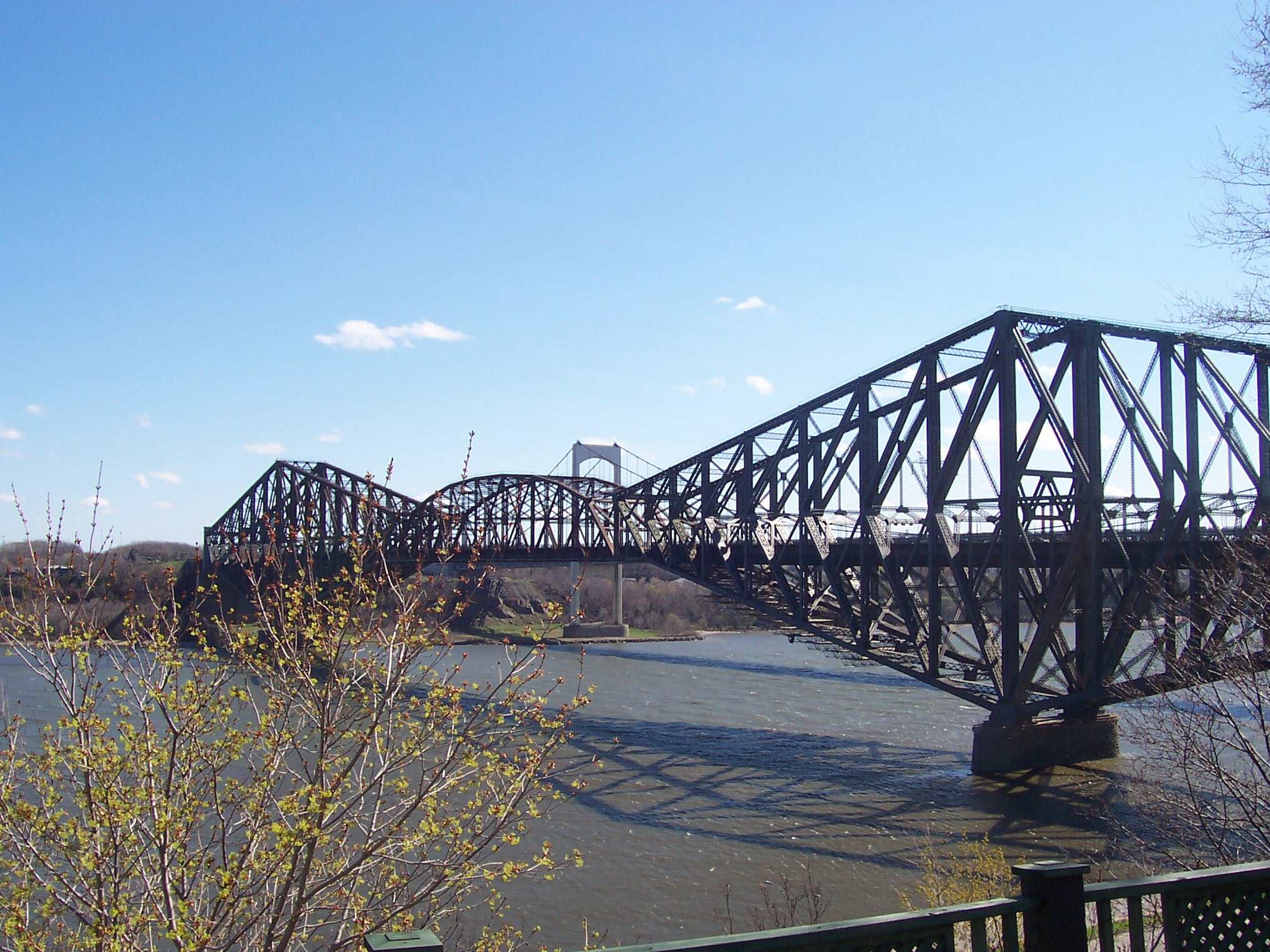
Bron sedd från Parc Aquarium du Québec.

Bron byggdes och designades främst som en järnvägsbro, men spårvagnslinjerna (användes av Quebec Railway, Light & Power Company) och ett av de två järnvägsspåren omvandlades under de följande åren till bil- och gång-/cykelbanor. År 1970 öppnade Pierre Laporte-hängbron precis uppströms för att ta emot motorvägstrafik på Autoroute 73.

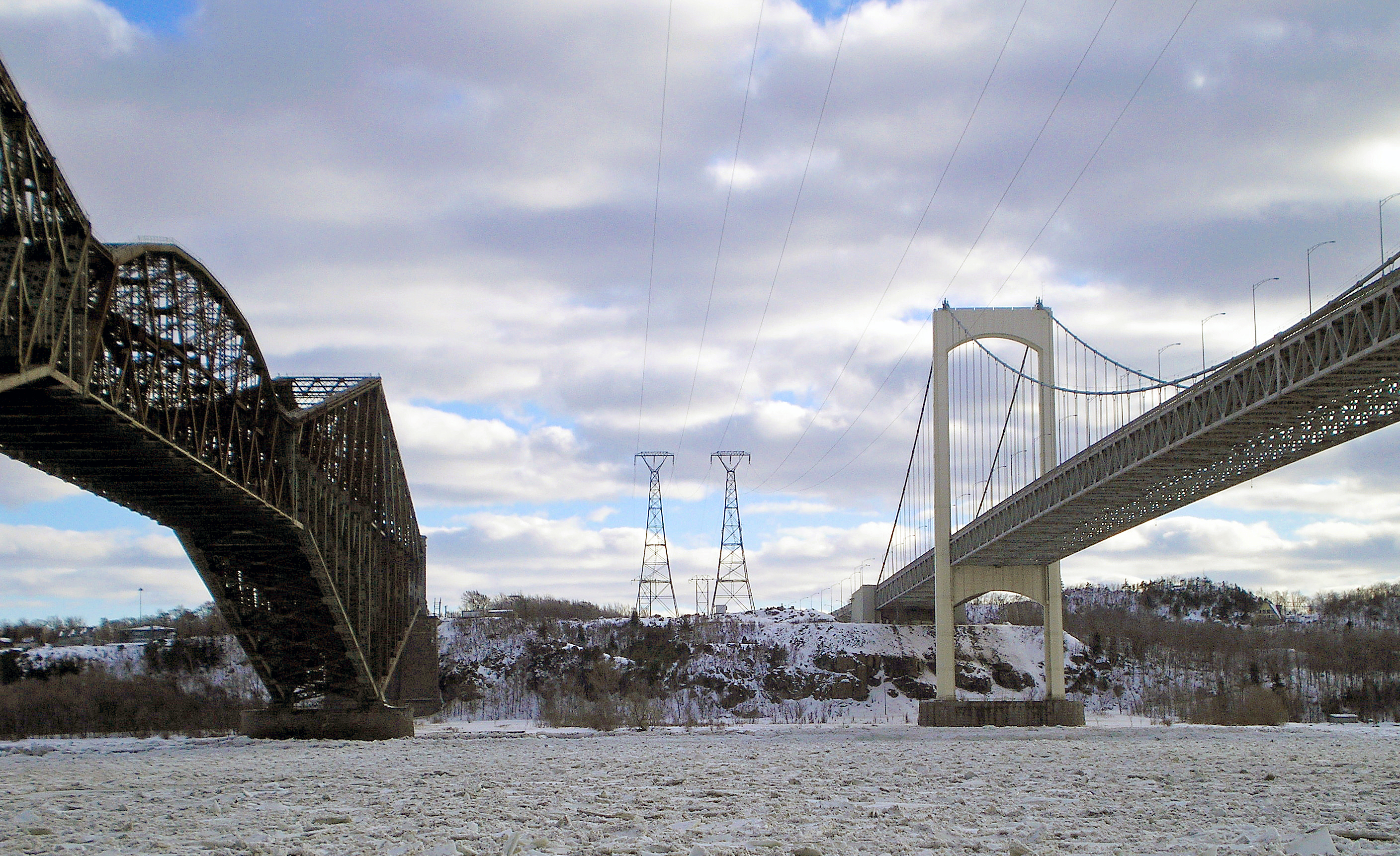
Québecbron och Pierre Laporte-bron på vintern.